# Resolució 2286 del Consell de Seguretat de les Nacions Unides
La Resolució 2286 del Consell de Seguretat de les Nacions Unides fou adoptada per unanimitat el 3 de maig de 2016. Els més de vuitanta Estats membres de les Nacions Unides va recolzar una resolució que condemna els atacs cada vegada més freqüents a les instal·lacions mèdiques i obstrucció de l'assistència humanitària durant els conflictes armats.

## Antecedents
El Secretari General Ban Ki-moon va manifestar que els països havien d'utilitzar tota la seva influència per fer que les parts en un conflicte compleixin les seves obligacions. El Consell de Seguretat també va parlar amb els caps del Comitè Internacional de la Creu Roja i Metges Sense Fronteres. Peter Maurer de la Creu Roja va dir que hi havia hagut 2.400 atacs a pacients i cuidadors en 11 països durant els últims tres anys. En bombardeigs, centenars de milers de persones van perdre l'accés als serveis mèdics. Calia respectar els convenis de Ginebra per assegurar que l'humanitarisme es preservés durant temps de guerra.
Joanne Liu de MSF va informar dels atacs aeris a Alep i països com l'Afganistan, la República Centreafricana, el Iemen, Ucraïna i Sudan del Sud, on els hospitals bombardejats regularment eren saquejats i cremats, i els pacients disparats als seus llits. Aquests atacs van ser considerats "errors", però va tenir lloc a gran escala,, i quatre dels cinc membres permanents del Consell de Seguretat de les Nacions Unides havien estat vinculats a un responsable dels atacs de l'any passat.
El representant de Malàisia va informar dels hospitals de Gaza que van ser afectats per atacs aeris d'Israel, i en un bombardeig estatunidenc fou destruït un hospital de MSF a l'Afganistan. Els representsnts de Rússia i Xina van assenyalar que les organitzacions humanitparies també havien de respectar la sobirania dels països.

## Contingut
Els Convenis de Ginebra estableixen que en un conflicte armat s'ha de distingir entre combatents i civils, i que el personal i instal·lacions mèdiques no han de ser atacades. Tanmateix, el Consell va observar que aquestes obligacions eren violades cada vegada més. A més, el lliurament d'ajuda humanitària a la població sovint era detinguda per les parts en conflicte.
L'atac deliberat d'hospitals, instal·lacions i vehicles amb un emblema de les Convencions de Ginebra és un crim de guerra. Els països havien de responsabilitzar-se de la impunitat que prevalia, i vetllar perquè els autors d'aquests crims fossin jutjats.
La majoria de les víctimes entre el personal mèdic i els treballadors d'ajuda en zones de conflicte eren reclutats localment.
El Consell de Seguretat va condemnar els atacs contra personal mèdic i humanitari i va exigir que totes les parts implicades en conflictes armats compleixin amb el dret internacional i prenguin mesures per prevenir aquesta violència. Es va demanar als països que vetllessin perquè els seus exèrcits tinguessin en compte la protecció dels serveis mèdics en la planificació de les seves operacions.